# Mellerud
Mellerud ist ein Ort in der historischen Provinz Dalsland in Südschweden, etwa 45 Kilometer nördlich von Vänersborg an der Westseite des Vänern gelegen. Mellerud ist Hauptort der gleichnamigen Gemeinde und liegt an der Fernstraße und Bahnstrecke Göteborg–Kil.

## Geschichte
Durch die Eröffnung der Eisenbahnstrecken von Göteborg nach Kil sowie von Sunnanå nach Kornsjö und weiter nach Oslo im Jahr 1879 wurde Mellerud zu einem Eisenbahnknotenpunkt. 1908 bekam Mellerud mit einer Einwohnerzahl von etwa 600 Stadtrechte als Köping (Minderstadt).

## Persönlichkeiten
- Gunnar Wennerström (1879–1931), Schwimmer und Wasserballspieler
- Arnold Ljungdal (1901–1968), Schriftsteller, Übersetzer, Philosoph und Politiker
- Torgny T:son Segerstedt (1908–1999), Philosoph und Soziologe